# Tadjourah (district)
Tadjourah    este unul din cele 11 districte ale Republicii Djibouti.